# 제2차 런던 해군 군축 협정
제2차 런던 해군 군축 회의(Second London Naval Treaty)는 1935년 12월 9일 영국 런던에서 개최된 국제회의이다. 1930년에 체결된 런던 해군 군축 조약의 개정을 목표로 했지만, 1934년에 실시된 예비 협상이 부진하게 끝났기 때문에 일본이 군축 조약에서 탈퇴를 결의하고, 1934년 12월 워싱턴 해군 군축 조약의 조약 파기를 통고(취소 통보 후 2년간 유효)했다. 1936년 1월 15일에는 본회의를 탈퇴하였고, 이탈리아도 에티오피아를 침략을 위해 탈퇴하여 결국 영국, 미국, 프랑스 3개국만으로 1936년 3월 25일에 제2차 런던 해군 군축 조약이 체결되었다.

## 입장

### 예비 협상
| 함종     | 일본 | 미국 | 영국 |
| -------- | --- | --- | --- |
| 전함     | 주포14인치, 0～6척 ※각국 공통(전함의 전폐도 고려) | 주포14인치, 12척, 합계 배수량 32만톤. 영국과 균등하게 요구함                                                                                  | 주포 12인치, 15척, 총배수량 25만톤. 함형은 2만톤까지 축소를 고려하고, 각국보다 작게 되지 않을 것을 요구한다. 척 수는 감소할 여지가 없음 |
| 항공모함 | 예비포 6.1인치, 기준배수량 2만톤. 0～3척 ※각국 공통(항모의 전폐도 고려)                                                                              | 기준배수량 2만～2.2만톤. 기존 조약 규정량까지 건조                                                                                            | 예비포6.1인치, 기준배수량 2.2만톤, 5척. 함형은 2만톤까지 축소를 고려.                                                                   |
| 중순양함 | 8척 | 현재 계획하고 있는 18척을 완성한 후 건조하지 않음                                                                                             | 당장 건조하지 않고, 최후에 폐지를 기한다.                                                                                               |
| 경순양함 | 경순 이하(구축함, 잠수함 등)는 합계 35만톤으로, 각국 공통. 경순소요량12만～13만톤                                                                    | 영국 순양함을 다수 건조하지 않으면, 이에 따라 증세를 요구한다                                                                                 | 매년 3척씩 건조, 중순양함은 모두 70척까지                                                                                               |
| 구축함   | 경순 이하(구축함, 잠수함 등)는 합계 35만톤으로, 각국 공통. 구축함 소요량15만톤이하                                                                   | 매년 16척 기공 | 함종별 제한, 15만톤 |
| 잠수함   | 경순 이하(구축함, 잠수함 등)는 합계 35만톤으로, 각국 공통. 잠수함 소요량 12만톤. 전함, 항모가 폐지 또는 감축 때 10만톤까지 낮출 것을 고려할 수 있다. | 일본이 잠수함을 늘이지 않으면 미국도 늘이지 않도록 요구한다                                                                                   | 전폐를 주장 |
| 기타     | 군비평등화를 기본방침으로 함 | 군비의 평등화는 일본의 사실상의 군비를 명기하는 것으로 회의의 성공을 어렵게 했다. 병력비는 현상유지로 현재 있는 양을 총괄적으로 20% 감소한다. | 병력비의 현상유지 |

### 본회의

#### 일본
- 군비 평등
- 전함, 항공 모함, 순양함 등의 공격으로 함종의 전폐 또는 대폭 삭감한다.

#### 영국
- 워싱턴 조약, 런던 협약의 기본 유지
- 질적 제한에 중점을두고 모든 함종의 크기, 예비포 축소
- 잠수함의 전폐. 전폐가 불가능하면 남용 방지 협정 체결

#### 미국
- 워싱턴 조약, 런던 조약의 유지
- 현존 전력의 2할 감소

#### 프랑스
- 잠수함형, 비포의 대폭 축소
- 양적 제한 반대
- 잠수함 폐지 반대

## 결과
일본이 회의에서 탈퇴했기 때문에 회의의 내용은 주로 질적 제한으로 전환했고, 3월 25일 미국, 영국, 프랑스의 3개국의 계약 체결로 회의가 끝났다. 중요한 것은 다음과 같다.
- 건조하는 함정의 방안 통보 및 정보 교환 조항
- 함종의 정의, 기준배수량, 함 연령 조항
  - 전함 : 기준배수량 35,000t 주포 14 인치
  - 항공모함 : 기준배수량 23,000t, 비포 6.1인치
- 협약 유효 기간 : 1942년말

### 에스컬레이터 조항
워싱턴 해군 군축 조약을 비준한 국가에서 1937년 4월 1일까지 제2차 런던 군축 조약을 체결하지 않는 나라가 있을 경우(일본을 가리킴), 여러 가지 제한을 완화하는 에스컬레이터 조항이 유명하다. 1938년에 발동되었다.
- 전함의 규정을 ‘기준배수량 45,000톤 이하, 주포 16인치 (40.6cm) 이하’로 변경
- 전함, 항공모함 등의 보유 범위의 증대

## 같이 보기
- 워싱턴 해군 군축 조약
- 런던 해군 군축 회의